# ماوريسيو باربييري
ماوريسيو باربييري (بالبرتغالية: Maurício Barbieri‏) هو مدرب كرة قدم برازيلي، ولد في 30 سبتمبر 1981 في ساو باولو في البرازيل.